# Svarttandsskål
Svarttandsskål (Podophacidium xanthomelum) är en svampart som först beskrevs av Christiaan Hendrik Persoon, och fick sitt nu gällande namn av Kavina 1936. Enligt Catalogue of Life ingår Svarttandsskål i släktet Podophacidium, ordningen disksvampar, klassen Leotiomycetes, divisionen sporsäcksvampar och riket svampar, men enligt Dyntaxa är tillhörigheten istället släktet Podophacidium, familjen Dermateaceae, ordningen disksvampar, klassen Leotiomycetes, divisionen sporsäcksvampar och riket svampar. Arten är reproducerande i Sverige. Inga underarter finns listade i Catalogue of Life.